# Babacar Diop
Babacar Diop (Ksar, 17 settembre 1995) è un calciatore mauritano, portiere del Nouadhibou e della nazionale mauritana.

## Carriera

### Club
Ha giocato nella prima divisione mauritana.

### Nazionale
Ha esordito con la nazionale mauritana il 26 marzo 2019 disputando il secondo tempo dell'amichevole persa 3-1 contro il Ghana.
È stato convocato per disputare la Coppa d'Africa 2019 e la Coppa d'Africa 2021.

## Statistiche

### Cronologia presenze e reti in Nazionale
| Cronologia completa delle presenze e delle reti in nazionale ― Mauritania | Cronologia completa delle presenze e delle reti in nazionale ― Mauritania | Cronologia completa delle presenze e delle reti in nazionale ― Mauritania | Cronologia completa delle presenze e delle reti in nazionale ― Mauritania | Cronologia completa delle presenze e delle reti in nazionale ― Mauritania | Cronologia completa delle presenze e delle reti in nazionale ― Mauritania | Cronologia completa delle presenze e delle reti in nazionale ― Mauritania | Cronologia completa delle presenze e delle reti in nazionale ― Mauritania |
| Data                                                                      | Città                                                                     | In casa                                                                   | Risultato                                                                 | Ospiti                                                                    | Competizione                                                              | Reti                                                                      | Note                                                                      |
| ------------------------------------------------------------------------- | ------------------------------------------------------------------------- | ------------------------------------------------------------------------- | ------------------------------------------------------------------------- | ------------------------------------------------------------------------- | ------------------------------------------------------------------------- | ------------------------------------------------------------------------- | ------------------------------------------------------------------------- |
| 26-3-2019                                                                 | Accra                                                                     | Ghana                                                                     | 3 – 1                                                                     | Mauritania                                                                | Amichevole                                                                | -2                                                                        | 46’                                                                       |
| 9-10-2020                                                                 | Nouakchott                                                                | Mauritania                                                                | 2 – 1                                                                     | Sierra Leone                                                              | Amichevole                                                                | -1                                                                        |                                                                           |
| 7-10-2021                                                                 | Tunisi                                                                    | Mauritania                                                                | 1 – 0                                                                     | Liberia                                                                   | Amichevole                                                                | -                                                                         |                                                                           |
| 10-10-2021                                                                | Radès                                                                     | Tunisia                                                                   | 3 – 0                                                                     | Mauritania                                                                | Qual. Mondiali 2022                                                       | -1                                                                        | 46’                                                                       |
| 13-11-2021                                                                | Nouakchott                                                                | Mauritania                                                                | 0 – 0                                                                     | Tunisia                                                                   | Qual. Mondiali 2022                                                       | -                                                                         |                                                                           |
| 16-11-2021                                                                | Lusaka                                                                    | Zambia                                                                    | 4 – 0                                                                     | Mauritania                                                                | Qual. Mondiali 2022                                                       | -4                                                                        | 44’                                                                       |
| 30-11-2021                                                                | Nouakchott                                                                | Mauritania                                                                | 1 – 1                                                                     | Guinea Equatoriale                                                        | Qual. Mondiali 2022                                                       | -1                                                                        |                                                                           |
| 30-12-2021                                                                | Ar Rayyan                                                                 | Tunisia                                                                   | 5 – 1                                                                     | Mauritania                                                                | Coppa araba FIFA 2021 - 1º turno                                          | -                                                                         | 21’                                                                       |
| Totale                                                                    |                                                                           | Presenze                                                                  | 8                                                                         |                                                                           | Reti                                                                      | -9                                                                        |                                                                           |